# Никанор (сын Пармениона)
Никанор (др.-греч. Νικάνωρ; IV век до н. э.) — македонский военачальник. Участвовал в походах Александра Македонского. В битвах при Гранике, Иссе и Гавгамелах руководил гипаспистами на правом фланге. В 330 году до н. э. заболел и умер в Арии.

## Биография
Никанор, предположительно, был вторым по старшинству сыном одного из самых влиятельных македонских военачальников Филиппа II Пармениона. Старший сын Пармениона Филота родился около 365 года до н. э. Никанор появился на свет несколькими годами позднее. Ещё одним братом Никанора был Гектор.
Впервые в античных источниках Никанор упомянут Аррианом в качестве командира гипаспистов во время похода Александра Македонского против гетов в 335 году до н. э. Столь быстрое возвышение Никанора, а также других его братьев, можно рассматривать в качестве награды Александра Пармениону за устранение одного из главных врагов юного македонского царя Аттала.
Вместе с отцом и братьями Никанор участвовал в азиатском походе Александра. В битвах при Гранике 334 года до н. э., Иссе 333 года до н. э. и Гавгамелах 331 года до н. э. он руководил отрядом гипаспистов правого фланга. Диодор Сицилийский и Квинт Курций Руф назвали руководимый Никанором отряд во время битвы при Гавгамелах «среброщитниками» (аргираспидами). Согласно современным оценкам, аргираспиды в македонской армии появились позднее, они были выделены из гипаспистов в 327 году до н. э. или несколькими годами позднее. В связи с этим античные авторы могут путать термины «гипасписты» и «аргираспиды».
«Однотипность» построения гипаспистов на правом фланге во время трёх основных сражений Александра связана с их функциональной ролью. В македонской армии они выполняли роль связующего звена между конницей, которая замыкала фланги, и тяжеловооружённой пехотой центра. Это была достаточно ответственная функция во время сражения, так как на гипаспистов ложилась задача сохранять целостность боевых порядков всего строя и, одновременно, поддерживать атаку конницы.
Гипасписты, которыми командовал Никанор, представляли собой войсковое соединение из трёх тысяч опытных воинов. В 331 году до н. э. в Ситтакене Александр ввёл новшество в виде хилиархий. Если ранее соединение гипаспистов подразделялось на 6 частей по 500 воинов, то после нововведения их объединили в 3 хилиархии по 1000 воинов. По одной из версий, предпосылкой этой реформы было желание Александра снизить влияние Никанора.
Во время преследования Дария III Александр взял в погоню свои наиболее быстроходные войсковые соединения — гипаспистов Никанора и агриан Аттала, однако в какой-то момент отправил их обратно, оставив при себе лишь всадников.
Вскоре после этого Никанор умер от болезни в Арии. Согласно Квинту Курцию Руфу, внезапная смерть Никанора вызвала всеобщую скорбь. Этот же автор утверждал, что Александр был опечален больше всех, хотел присутствовать на похоронах, но был вынужден продолжить поход, так как недостаток припасов для войска заставлял его торопиться. Он оставил Филоту с 2600 воинами для проведения соответствующих почестей. Историк В. Хеккель отмечает, что горе царя вряд ли было искренним, учитывая его особую неприязнь к семье Пармениона. А. С. Шофман, напротив, считал, что Александр искренне почитал и любил младших сыновей Пармениона. Данный историк связывал последующие вскоре после смерти Никанора казнь Филоты и убийство Пармениона с их личностными противоречиями с царём.
Командиром гипаспистов после смерти Никанора стал Неоптолем.

### Исследования
- Клейменов А. А. Полководческое искусство Александра Македонского: использование автономных боевых соединений. Диссертация на соискание ученой степени доктора исторических наук / Научный консультант: д. и. н., проф. Н. И. Винокуров. — Тула, 2019.
- Шофман А. С. Восточная политика Александра Македонского / Печатается по постановлению редакционно-издательского совета Казанского университета. Отв. редактор В. Д. Жигунин. — Казань: Издательство Казанского университета, 1976.
- Heckel W. Who's Who in the Age of Alexander and his Successors. From Chaironea to Ipsos (338—301 BC) (англ.). — Barnsley: Greenhill Books, 2021. — 554 p. — ISBN 978-1-78438-648-1.
- Lock R. A. The Origins of the Argyraspids (англ.) // Historia: Zeitschrift für Alte Geschichte. — Franz Steiner Verlag, 1977. — Vol. 26, no. 3. — P. 373—378. — JSTOR 4435568.